# Laurel Ptak
Laurel Ptak é uma artista, curadora, escritora e educadora baseada na cidade de Nova Iorque.

## Carreira
Anteriormente, Ptak atuou como diretora e curadora da organização sem fins lucrativos Art in General, fundada por artistas, na cidade de Nova Iorque de 2017 a 2020. Uma figura multidisciplinar dentro do campo da cultura, ela fez contribuições nas disciplinas de fotografia, novos médias, arte de prática social, curadoria e tecnologia. Ela foi nomeada uma das 100 Principais Pensadores Globais pela revista Foreign Policy em 2014. Atualmente é professora MFA na Escola de Arte, Média e Tecnologia da The New School e membro do corpo docente do programa de pós-graduação em Prática Curatorial da School of Visual Arts.
O seu trabalho analisou os efeitos sociais da tecnologia e projetos recentes abordaram tópicos como feminismo, hackeamento e redes sociais. Ptak é co-editora do livro Undoing Property? com a artista Marysia Lewandowska. Os seus ensaios, entrevistas e projetos artísticos exploram temas de trabalho imaterial, economia política e bens comuns. Um dos projetos mais conhecidos de Ptak, Wages For Facebook, baseia-se em ideias da campanha feminista internacional Wages for housework dos anos 1970 para pensar as relações contemporâneas de capitalismo, classe e trabalho afetivo dentro das redes sociais. Quando foi lançado como website, atraiu imediatamente mais de 20.000 visualizações e foi rapidamente debatido internacionalmente nas redes sociais e na imprensa, desencadeando uma conversa pública sobre os direitos dos trabalhadores e a própria natureza do trabalho, bem como a política da sua recusa, na era digital. Ela é co-fundadora do premiado projeto Arte+Feminismo uma maratona de edição da Wikipédia, que aborda as disparidades de género online e os seus efeitos nas formas públicas de conhecimento, com edições públicas organizadas a cada ano no Museu de Arte Moderna na cidade de Nova Iorque e co-organizado por inúmeras instituições de arte e universidades ao redor do mundo.
Ptak estudou arte, teoria crítica e história da arte no Hampshire College e possui mestrado em curadoria e história da arte contemporânea pelo Center for Curatorial Studies do Bard College, onde escreveu a sua tese de graduação sobre arte feminista na década de 1990.